# Priluk (kanton zenicko-dobojski)
Priluk – wieś w Bośni i Hercegowinie, w Federacji Bośni i Hercegowiny, w kantonie zenicko-dobojskim, w gminie Zavidovići. W 2013 roku pozostawała niezamieszkana.